# Lina (rivier)
De Lina is een rivier in het oosten van Zweden, die ongeveer 50 km ten westen van de plaats Gällivare, in het moeras van het Sjaunja Natuurreservaat ontspringt, in de gemeente Gällivare in de provincie Norrbottens län. De rivier gaat met veel bochten richting het zuidoosten, komt eerst langs Koskullskulle en Dokkas en gaat daarna het bos in, komt na 100 km in Angesan uit, daarna in de Kalixälven en ten slotte in de Botnische Golf.
afwatering: Lina → Angesan → Kalixälven → Botnische Golf